# 電話番号案内
電話番号案内（でんわばんごうあんない）とは、加入者名・住所・業種などで電話番号データベースを検索し、電話番号を通知するサービスである。現在は事前にサービスへ情報提供を許諾した回線契約者のみを案内対象とし、番号から加入者名や住所などを得る逆引きは提供しない。

## 電話による案内
※以下に表記する料金はいずれも税込。
日本は電話番号「104」を番号案内用に充てる。NTT東日本・NTT西日本とNTTドコモは、発信地最寄りのNTT東西回線を通じて接続されるNTTタウンページが案内する。日本マルチメディアサービスやアルティウスリンクの案内事業者もあり、一部の直収電話、IP電話は固定電話でもこれらの事業者が案内する。
サービス開始当初は、接続の自動交換化により加入者が自らダイヤル操作する代替として無料で提供されたが、金融業者など利用者の偏重増加、経費削減のボトルネック、諸外国は有料提供事例が多いなどを考慮して1990年に有料化した。
利用件数は有料化やインターネットの普及などから1990年頃を最多にして減少し、2003年度は約5億3000万件、2008年度は2億6000万件と5年間で半減しているが、簡便でかつ、正確で迅速な案内に需要がある。
料金はNTT東日本・NTT西日本の一般電話で、月に1案内の場合1回66円、2案内以上の場合1回99円、深夜・早朝（日本時間23時 - 翌8時）は1回165円で、公衆電話は利用回数、利用時間帯にかかわらず、1回一律100円である。携帯電話、直収電話、IP電話は利用回数、利用時間帯にかかわらず、1回一律220円または440円である。それぞれで番号が案内できなかった場合は料金が発生されない。緊急通報用電話番号、NTT電報受付などNTT東西の3桁特番は、番号データベースを参照せずに口答で無料で案内する。業者により適用範囲、申込み、利用方法は異なるが、身体障害者・知的障害者・精神障害者で障害者手帳保持者は、事前申請することで無料利用が可能である。
Skypeoutから+44-8006312001へ発信すると、無料でKDDIのオペレータへ接続して番号案内がサービスされる。IP電話は010-1-877-533-0051でKDDIのオペレータに接続し、アメリカ合衆国までの通話料が適用されて1分9円（BBフォンの場合は3分7.99円）で番号案内サービスが利用できる。KDDI国際電話の海外発信用番号案内で、フリーダイヤル・ナビダイヤルは案内されない。

### 接続サービス

#### DIAL104
2007年7月1日からNTT東西は、番号を案内後に直接接続する「DIAL104」サービスを開始した。対象はNTT固定回線の発信のみで、公衆電話・携帯電話・直収電話は対象外である。
「DIAL104」は100番通話同様にオペレータを介して半手動交換で中継接続し、県内通話は東西NTTへ、県外通話はNTTコミュニケーションズへそれぞれ接続されるため、番号案内料に加えて各社が定めたアクセスチャージと通話料金が適用される。マイラインの優先接続や「ケンタくん」「タイムプラス」「エリアプラス（県内）」「プラチナライン（県外）」などNTTグループの通話料割引サービスは適用外となり、概ね2001年4月の料金改定前のNTT通話料が請求され、長時間通話や県外通話の場合に通話料が割高となる。
サービス開始当初、NTT番号情報（現：NTTタウンページ）は全国で展開したテレビCMや交通広告で、通話料の仕組みやアクセスチャージについて具体的な費用を明記せず、新聞などが問題点を報道した。2008年3月14日に公正取引委員会は、DIAL104サービスの業務委託元であるNTT東日本・NTT西日本両社へ料金が不当表示（有利誤認）であると排除命令を発し、総務省も同時に料金について行政指導処分した。
2014年1月30日、利用者の低迷などの理由により、サービスを終了することが発表され、2015年7月31日に終了した。

#### ソフトバンク系
2007年12月から、ソフトバンクの一部の電話も、番号案内の後に直接案内した番号に転送される「番号案内転送サービス」が行われている。日本マルチメディアサービスではなく、ソフトバンクが提供している。

## パソコン通信・インターネットによる案内
インターネットの番号案内は、小売店、飲食店、企業など業務用契約回線の検索が「iタウンページ」などで提供されている。
現在は住宅用（個人用）契約回線を無料で検索するサービスを提供しないが、NTTは「104」番号案内の有料化代替策として回線直接接続による検索サービス「ANGEL LINE」を、1990年12月1日から提供して2011年1月31日に終了した。配布される電話帳の記載地域外の住宅用契約の番号は、NTT東西の窓口や図書館などで複数地域の電話帳を閲覧できるが、2023年2月のハローページ発行終了後は住宅用契約番号を無料で調べる手段が消滅した。

## 外国の番号
KDDIの「国際電話についての問い合わせ電話番号0057」（受託運営：KDDIエボルバ）が、日本国内から海外の電話番号を無料で案内している。オペレーターに国名、相手先名、住所を伝えると、データベース検索や相手国の電話番号案内へ確認ののちに通知される。

## 業務の傾向
かつての番号案内事業はNTTのみで、入電は年間12億8000万件（1989年 NTT-BJ広報数値。以下NTT公表データによる）で、おもに都道府県庁所在地に番号案内センターを設けた。現在はインターネットの普及や有料化などにより年間3億6000件（2006年。NTTのみ）と入電総数が減少し、番号案内を扱う企業も複数社で、NTTは経費低減のために各地の案内センターを集約化している。

## 歴史
- 1890年12月16日 : 東京 - 横浜間で電話交換業務を開始し、電話番号案内を開始する。
- 1896年 : 東京で案内受付用番号「500番」を設定する。当時は相手の電話番号を交換手に伝えて接続する手動交換である。
- 1926年1月20日 : 通話接続が自動化された地域で「100番」による電話番号案内を開始する。
- 1937年12月1日 : 電話番号案内を「100番」へ統一する。
- 1953年 : 市内を「104番」、市外を「105番」へ変更する。
- 1972年10月1日 : 市外案内を『市外局番+「104番」』へ変更を始める。
- 1984年 : 『市外局番+「104番」』を全国へ拡大する。
- 1986年10月10日 : 東京で案内業務の自動化を開始する。
- 1989年
  - 3月 : 案内業務の自動化が全国で完了する。
  - 11月1日 : 「104番」で全国の電話番号案内の統一受付を開始する。
- 1990年12月1日 : 有料化を開始し、モデム利用の案内サービス「ANGEL LINE」（0190-104104）を開始する。
- 1997年
  - 4月14日 : 英語による案内サービスを開始する。
  - 12月25日 : 日本マルチメディアサービスがデジタルホン、ツーカー、デジタルツーカー3グループ向けに電話番号案内を開始する。
- 1998年5月1日 : DTMF音利用の案内サービス「あんないジョーズ」（0190-104555）を開始する。
- 2006年2月1日 : KDDIエボルバが、au向けに番号案内を開始する。現在はauの携帯からの104番はすべてKDDIエボルバが担当する。
- 2007年
  - 3月31日 : 「あんないジョーズ」を終了する。
  - 7月1日 : NTTが、接続サービス「DIAL104」を開始する。
  - 12月1日 : 日本マルチメディアサービスが、「番号案内転送サービス」を開始する。
- 2008年6月 : グーグル日本法人が新サービスとして電話番号案内事業に参入する予定と発表する。
- 2011年1月31日 : モデム利用の案内サービス「ANGEL LINE」（0190-104104）を終了する[5][6]。
- 2015年7月31日 : 「DIAL104」サービスを終了する[4]。
- 2026年3月31日：利用者が大幅に減少したため、104電話番号案内サービスを終了する予定[7]。